# Jen (város)
Jen (egyszerűsített kínai írással: 雅安市, pinjin: Yǎ'ān) prefektúra szintű város Kínában, Szecsuan tartományban. Lakosainak száma 1 434 603 fő (2020).

## Népesség
| 2010 | 1 507 258 |
| 2020 | 1 434 603 |